# 雙角光水蚤
雙角光水蚤（学名：[Lucicutia bicornuta] 错误：{{Lang}}：文本有斜体标记（帮助））为光水蚤科光水蚤屬下的一个种。